# Dråby Vig
Dråby Vig er en vig i Limfjorden, på østsiden af den nordlige del af Mors, cirka 8 km nord for Nykøbing Mors. Vigen afgrænses af den godt 2 km lange Buksør Odde, der mod øst vender ud mod Livø Bredning, og mod vest og nordvest ligger vigen med landsbyen Sønder Dråby i bunden. Syd for Sønder Dråby har Skarum Å sit udløb. Dråby Vig er omgivet af strandenge, der er dannet på hævet havbund. 863 ha af området blev i 1998 udlagt til vildtreservat, hvoraf de 70 ha. er landarealer. 
Dråby Vig er et internationalt naturbeskyttelsesområde (nummer 29) under Natura 2000 projektet, og 1.678 ha er fuglebeskyttelsesområde og EU-habitatområde.
Strandengene udgør vigtige yngle- og rasteområder for en række vade- og andefugle, ligesom de lavvandede områder i vigen er en vigtig rasteplads for ænder og gæs på træk. 